# ガンビア・バード
ガンビア・バード（Gambia Bird Airlines Limited）は、バンジュール国際空港を拠点とする航空会社。ガンビアのフラッグキャリア。ドイツの航空会社であるゲルマニアが2012年10月に設立した。本社はKanifingのガンビア・バード・ハウスにある。
バンジュール国際空港からエアバスA319を西アフリカ諸国へ運航している他、バンジュール、フリータウンからロンドン、バルセロナへも運航している。冬季にはタイタン航空のボーイング757-200を加え、ヨーロッパ路線を展開している。
2014年12月に運航停止した。

## 歴史
2012年10月22日にゲルマニアからウェットリースしたエアバスA319でバンジュール・ダカール間に就航した。2日後の24日にはロンドンのガトウィック空港に就航し、28日にはバルセロナに就航した。2012年11月には2機目のA319をリースし、就航路線をアクラ、コナクリ、フリータウン、モンロビアと広げた。

## 就航路線
2014年6月現在、以下の空港に就航している。
| Country      | City         | Airport                                  | Start          | End  | Refs        |
| ------------ | ------------ | ---------------------------------------- | -------------- | ---- | ----------- |
| ガンビア     | バンジュール | バンジュール国際空港 ハブ                | N/A            | 現在 | [ 7 ]       |
| ガーナ       | アクラ       | コトカ国際空港                           | 2012           | 現在 | [ 7 ]       |
| ギニアビサウ | ビサウ       | オスヴァルド・ヴィエイラ国際空港         | 不明           | 現在 | [ 7 ]       |
| リベリア     | モンロビア   | モンロビア・ロバーツ国際空港             | 2012           | 現在 | [ 7 ]       |
| ナイジェリア | ラゴス       | ムルタラ・モハンマド国際空港             | 不明           | 現在 | [ 7 ]       |
| セネガル     | ダカール     | レオポール・セダール・サンゴール国際空港 | 2012年10月22日 | 現在 | [ 3 ] [ 7 ] |
| シエラレオネ | フリータウン | ルンギ国際空港                           | 2012           | 現在 | [ 7 ]       |
| スペイン     | バルセロナ   | バルセロナ・エル・プラット国際空港       | 2012年10月28日 | 現在 | [ 5 ] [ 7 ] |
| イギリス     | ロンドン     | ロンドン・ガトウィック空港               | 2012年10月24日 | 現在 | [ 4 ] [ 7 ] |

## 機材
2014年12月現在、以下の機材で運航している。
| 機種             | 運航 | 乗客 | 備考                   |
| ---------------- | ---- | ---- | ---------------------- |
| エアバスA319-112 | 2    | 144  | ゲルマニアからのリース |